# 山川穂高
山川 穂高（やまかわ ほたか、1991年11月23日 - ）は、沖縄県那覇市出身のプロ野球選手（内野手）。右投右打。福岡ソフトバンクホークス所属。

## 経歴

### プロ入り前
那覇市立城北小学校4年生のときに友人に誘われて野球を始め、「首里マリナーズ」に所属。那覇市立城北中学校時代は、大矢明彦が名誉監督を務める硬式の「チームSOLA沖縄」（現・大矢ベースボールクラブ）でプレー。一塁手として全国大会出場経験がある。当時の監督であった大久保勝也からは「おまえはホームランバッターになれるから、絶対に小さい打撃をするな」と指導を受けていた。中学時代、勉強が全くできなかったものの野球は「何となく」続けていたという。同チームの1学年下に大城卓三がいた。なお、中学校内ではバレーボール部に所属していた。
沖縄県立中部商業高等学校では主に一塁手、外野手として出場し、2年生秋から4番打者を務めた。3年夏は沖縄大会決勝に進出。この試合では2安打を打つ活躍を見せたが、チームは2年生エースの島袋洋奨を擁する興南高校（この翌年には春夏連覇）に2-4で敗れた。甲子園出場経験はなく、高校通算27本塁打。2学年下には富士大学、埼玉西武ライオンズでもチームメイトとなる多和田真三郎がいた。
「高校の時は頑張って甲子園だけ目指して燃え尽きる気持ちでやってました」といい、高校までで野球は辞めるつもりでいたが、沖縄県予選準決勝で山川がバックスクリーンに本塁打を放ったのを目の前で見た青木久典に、自身と母親の前で土下座され、“1年生から必ず4番を打たせて、必ずプロに行かせるのでうちに来てください”と懇願されたのを受け、富士大学経済学部経営法学科に進学、監督の約束通り1年生の春から4番を務め、北東北大学野球・秋季リーグでは打点王を獲得した。2年生時に第38回日米大学野球選手権大会の日本代表に選ばれ、第1戦で満塁本塁打を打った。3年生時には11月開幕の第26回アジア野球選手権大会の日本代表として、翌年3月に行われた東日本大震災復興支援ベースボールマッチに大学選抜メンバーとして出場した。
大学4年生時の春季リーグでは指名打者のベストナインを獲得した。なお、5月26日の対八戸学院大学戦では推定飛距離140メートルの本塁打を打っている。6月に第39回日米大学野球選手権大会の日本代表候補に選出されたが、最終メンバーからは外れた。10月に行われた東アジア競技大会では大学生で唯一日本代表に選ばれて4番を務め、韓国戦で満塁本塁打を打った。大学リーグ通算成績は78試合出場、11本塁打、55打点、打率.304。ドラフト後の10月27日に行われた、第5回明治神宮野球大会東北地区大学野球代表決定戦の準決勝・対東日本国際大学戦で本塁打2本を打った。チームは決勝で八戸学院大学に敗れたが、自身は大会の敢闘賞を受賞した。
2013年10月24日に行われたプロ野球ドラフト会議では、埼玉西武ライオンズから2位指名を受け、契約金7000万円、年俸1200万円（金額は推定）で仮契約を結んだ。背番号は33。同大学からは4人目のプロ入りで、野手では初となった。

### 西武時代

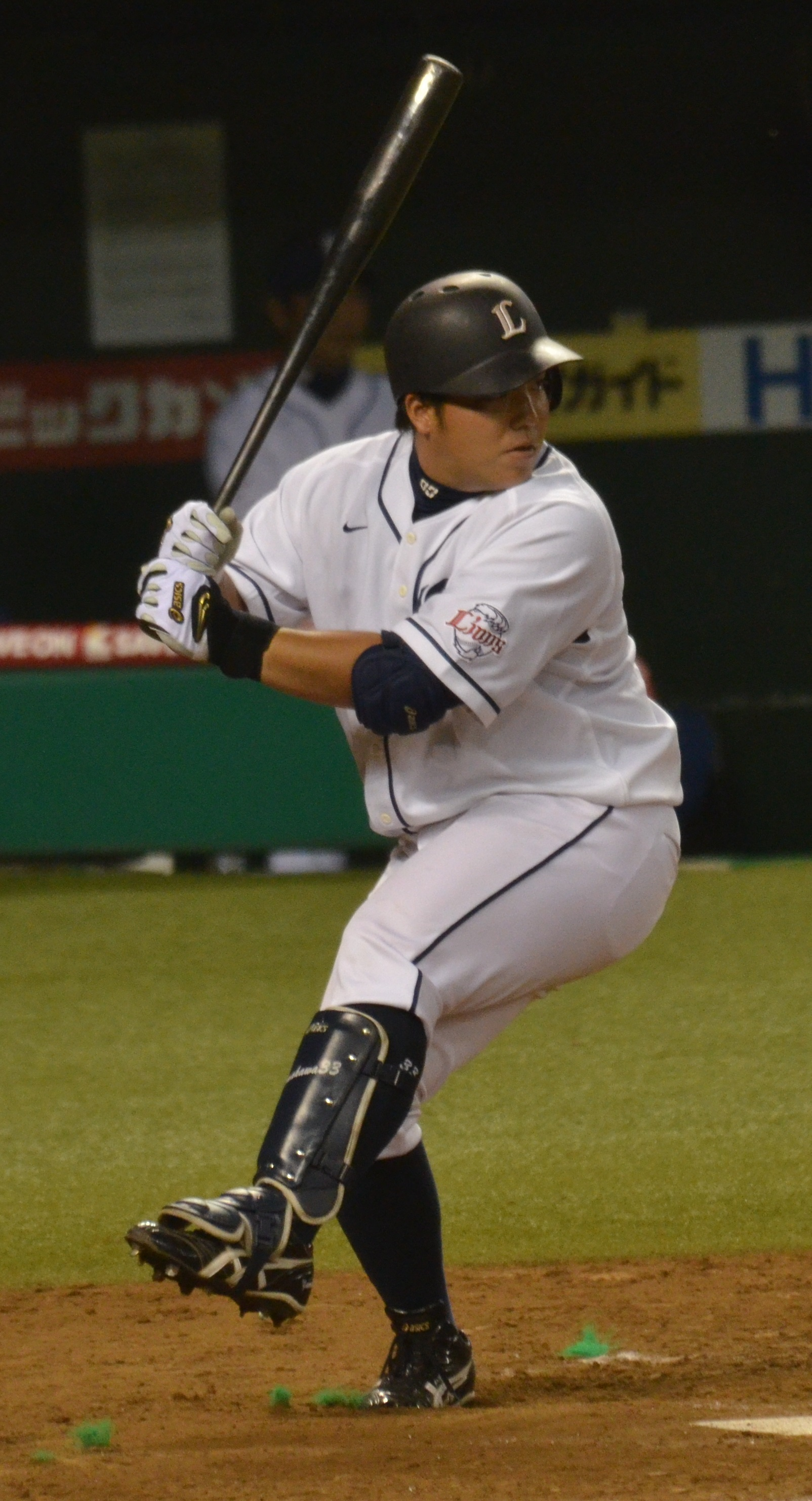
埼玉西武ライオンズ時代
（2014年7月2日 西武ドーム）

2014年6月21日の対横浜DeNAベイスターズ戦（横浜スタジアム）で5番・指名打者としてプロ初先発・初出場し、初打席は四球だった。その後7試合15打数無安打3四球で迎えた8試合目、9月15日の対東北楽天ゴールデンイーグルス戦で辛島航からプロ初安打となる本塁打を打った。二軍では5月度の月間MVPに選ばれた（同月全17試合に出場、7本塁打21打点、打率.344）。7月17日に行われたフレッシュオールスターゲームに「4番・一塁手」で先発出場、2点本塁打を含む3打数2安打1四球の成績で優秀選手賞を受賞した。このとき、同じく優秀選手賞を受賞した奥浪鏡（オリックス）とMVPを受賞した井上晴哉（ロッテ）の3人ともが体重100kgを超える巨漢だったことが話題になった。二軍通算では21本塁打を打ってイースタン・リーグの最多本塁打者になり、打点部門でもリーグ2位（62打点）だったほか、スポーツニッポン選定の新人賞を受賞した。
2015年4月28日に同チームの髙橋光成、石川貢と共に「侍ジャパン大学日本代表 対 NPB選抜」のNPB選抜に選出された。6月29日に行われたこの試合では、「4番・一塁手」で先発出場し、第1打席で2点本塁打を打った。
2016年、3月25日のオリックス・バファローズとの開幕戦では「7番・一塁手」で先発出場し、4打数無安打だった。8月19日の対千葉ロッテマリーンズ戦では2打席連続本塁打を打つと、21日の対ロッテ戦、9月20日の対オリックス戦でも2打席連続本塁打を記録するなど、自身初の2桁本塁打を記録した。二軍では64試合に出場して22本塁打を打ち、2度目のイースタン・リーグ最多本塁打者賞を受賞した。
2017年、開幕一軍入りを果たすも打率.111と成績を残せず、5月1日に登録抹消。二軍戦で打率.312、8本塁打と調子を上げ、7月8日に一軍登録。8月2日の楽天戦で3打席連続の本塁打を記録した。8月は全27試合に先発出場して9本塁打、28打点、64塁打、20四球、長打率.696、出塁率.451と6部門で月間リーグトップを記録し、自身初の月間MVPを獲得した。続く9、10月も全25試合に出場しリーグトップの10本塁打、19得点、68塁打、長打率.739を記録し、パ・リーグ史上3人目、ライオンズの選手としては初となる野手での2か月連続月間MVP受賞を達成した。8月以降はクリーンナップ、9月以降は4番に定着し、打撃面で自己最高の成績を残した。オフの10月12日にオーバーエイジ枠で第1回アジア プロ野球チャンピオンシップの日本代表に選出された。
2018年は開幕から4番を担当。4月は全24試合に出場し、11本塁打、33打点とリーグトップの成績を記録。4月の月間MVPを受賞し、前年から3か月連続の受賞となった。ファン投票で自身初となるオールスターゲームに出場した。9月にはリーグではチームメイトの中村剛也以来7年ぶり、自身初のシーズン40本塁打を達成すると、最終的には平成生まれ最多（2018年シーズン終了時点）となる47本塁打を記録して本塁打王に輝き、更には同僚の浅村栄斗に敗れはしたものの最後まで打点王争いを繰り広げて閉幕を迎えた。ソフトバンクとのCSファイナルステージでは5試合で16打数3安打6三振で打率.188にとどまった。自身初となるベストナインを受賞。さらに、258票中148票の1位投票を得てパ・リーグの最優秀選手に選出された。シーズン打率2割台での最優秀選手選出は1989年のラルフ・ブライアント以来29年ぶり。同年7月31日、西武ドームでの試合後に行った観客席におけるファンサービス中、東京メトロの常務取締役の男性役員に、首から掛けていたタオルを引き抜かれ持ち去られるという珍事に見舞われる。持ち去られたタオルは、事件の翌日、当事者の男性役員から謝罪を受け返還された。
2019年も開幕から4番として起用される。3月・4月では全試合に4番として出場し、本塁打・打点・塁打・長打率の4部門でリーグトップに立ち、前年の9月・10月度に続き5度目の月間MVPに選出された。5月12日の北海道日本ハムファイターズ戦でジョニー・バーベイトから本塁打を打ち、100号本塁打を達成した。通算321試合目での100号到達は、1987年の秋山幸二の351試合を上回る日本人史上最速記録。外国人を含めるとタイロン・ウッズと並ぶ6位タイの早さだった。5月21日に故郷・沖縄の沖縄セルラースタジアム那覇で行われた福岡ソフトバンクホークス戦で松田遼馬から凱旋本塁打を打った。2年連続でファン投票によりオールスターゲームに出場し、第1戦の敢闘賞を受賞した。交流戦後は調子を落とし、4番の座を中村剛也に譲ると以降の試合では1試合を除いて4番に戻ることはなかったが、最終的には43本塁打を記録して2年連続の本塁打王とベストナインを獲得した。11月25日には自ら志願し、背番号が3に変更されることが発表された。12月5日に1億円増の推定年俸2億1000万円で契約を更改した。
2020年は9月3日のロッテ戦（ZOZOマリンスタジアム）で、2014年9月25日以来、6年ぶりに三塁で先発出場した。開幕した6月こそ10試合で打率.290、5本塁打、13打点と活躍したものの、7月は打率.226と苦しむ。さらに8月9日の日本ハム戦ではスイング後にバランスを崩し、右足首を捻挫する。強行出場を続けたが不振に拍車をかけることとなり、打撃成績はさらに低下した。10月31日には右足首の治療に専念するため登録抹消となり、そのままシーズンを終えた。最終的に102試合に出場し、本塁打こそリーグ5位タイの24本塁打、打点も4位タイの73打点を挙げたが、打率は規定打席到達者中最下位の打率.205、三振はリーグ8位タイでチームではコーリー・スパンジェンバーグに次ぐ100だった。12月13日に推定年俸1億7000万円（4000万円減）で契約を更改した。
2021年は開幕戦から4番打者を務めていたが、3月30日の日本ハム戦でシーズン第1号となる本塁打を打って一塁を回った際に左足を痛め、直後の守備からベンチに下がった。診断の結果は左ハムストリングスの肉離れで、3月31日に一軍登録を抹消された。5月7日に一軍復帰を果たすと、ファン投票で3度目のオールスターに選出され、第1戦で自身2度目の敢闘賞を受賞した。前半戦は成績が伸び悩み、8月26日に自身が個人契約を結んでいるマネージャーが新型コロナウイルス陽性となり濃厚接触者の疑いがあるため登録抹消となった。幸い濃厚接触者には特定されず同29日に一軍復帰したものの低調な打撃が続き、スタメン落ちも経験。5年連続20本塁打こそ達成したが故障もあり規定打席に届かず、この年は110試合の出場で打率.232・24本塁打・66打点という成績にとどまった。オフに、4000万円減となる推定年俸1億3000万円で契約を更改した。
2022年は、右脚の張りによってオープン戦最後の2試合を欠場したものの、開幕から4試合で4本塁打を記録するなど好調であったが、3月30日の日本ハム戦で走塁中に右脚を痛めて途中交代した。4月1日の検査で右太もも裏の軽度の肉離れが判明し、出場登録を抹消。4月19日に再登録された。その後は本塁打を量産し、本塁打王争いも独走。6月26日の楽天戦で4回に早川隆久から本塁打を放ち、日本人選手最速の200号を達成した。その後も好不調の波は激しいながらもコンスタントに本塁打を積み重ねていき、9月27日の対ソフトバンク戦（ベルーナドーム）では1回二死一塁の打席で石川柊太から2点本塁打を放ち、自身3年ぶりに40本塁打に到達した。10月1日、ソフトバンクがマジック1の状況で迎えた対ソフトバンク25回戦（ベルーナドーム）で、試合開始前の円陣で山川が「3点取りましょう」と宣言し、1-1の同点で迎えた延長11回裏二死一塁の打席で藤井皓哉からソフトバンクの胴上げを阻止する自身初の41号サヨナラ本塁打を放ち、これが3-1のスコアとなったため、前述の「3点取りましょう」が有言実行となった。最終的に41本塁打まで本塁打数を伸ばし3度目のパ・リーグ本塁打王に輝いたが、後述のように翌2023年は本塁打を1本も打てないままオフにソフトバンクへ移籍したため、この本塁打は西武時代に記録した最後の本塁打でもある。本塁打王に加え自身初の打点王も獲得。また同年はセ・リーグでは村上宗隆が56本塁打を放ったため2008年以来14年ぶりに40本塁打超の日本人選手が両リーグで本塁打王に輝くことになった。また、3年ぶりにベストナインにも選出された。オフに1億4000万増の推定年俸2億7000万円でサインし、翌年は順当に行けば、FA権を取得予定。球団からは4年契約を提示されたが、「本当に悩んだ」末に単年契約を選んだ。翌年は10年目、「節目ですし、野球人生の全てをかけて臨む意味で絶対に単年の方がいいという思いで結んだ。今年以上により目の色を変えて、血眼になってプレーしたい」と説明した。
2023年は、WBC日本代表メンバーに初選出され、主に代打として出場し2打点を挙げた。シーズンでは開幕を一軍で迎えるも、4月9日に下半身の強い張りを訴えて緊急交代し、直後に出場選手登録を抹消された。その後再登録されるも5月11日に後述の不祥事が報じられ、翌12日に「コンディションを再調整する必要がある」として再び抹消となった。以降は二・三軍を含めて試合に出場していない状態だったが、9月4日に「今回の事態を重く受け止め、本人の猛省を促す」との理由で、球団から公式戦無期限出場停止処分を科されたことが発表された。最終的に、シーズン終了まで処分が解かれることはなく、この年の一軍出場は17試合のみで、8年ぶりの本塁打無しに終わった。また、40本塁打以上打った次のシーズンが0本塁打に終わったプロ野球史上初の選手となった。シーズンオフの10月5日、公式戦外の教育リーグであるみやざきフェニックス・リーグへの参加が発表され、同11日の同リーグの試合で5か月ぶりに実戦復帰を果たした。同23日には、4月に右足痛で登録抹消となった期間に「故障者特例措置」が適用されたことにより、国内FA権を取得。西武との契約更改交渉では、この年の推定年俸2億7000万円からの減俸となる単年契約を提示され、熟考の末FA権を行使。この行使を受け、ソフトバンクの取締役GM・三笠杉彦は「（不祥事の）事案についてしっかりと調査するというのが、まずは我々がやらなければならないこと」、球団社長兼オーナー代行の後藤芳光は「議論がされそうなテーマについては、会社として調査しないといけない」と話すなど、FA宣言後約1か月にわたって山川について調査を行い、獲得に乗り出すことを決め、その後、複数回の交渉を重ねた。

### ソフトバンク時代
2023年12月19日、ソフトバンクへの入団が発表され、同日中に入団会見が行われた。会見では改めて、一連の不祥事について関係者や西武ファンに対する謝罪を行った。契約は4年12億円プラス出来高払い込みの総額20億円規模の条件。背番号は25。人的補償として甲斐野央が移籍することとなった。
2024年3月29日、オリックスとの開幕戦で公式戦545日ぶりとなる移籍後初の本塁打を放つ。4月13日、古巣・西武戦では、2006年の二岡智宏以来となる2打席連続の満塁本塁打を記録した。なお、1本目の本塁打を放ったことにより、全球団から本塁打を達成している。選手間投票でオールスターゲームに選出されると、第1戦で、8回に栗林良吏から代打本塁打を放ち、敢闘選手賞を受賞した。6月は月間打率.182で無本塁打とシーズンを通して好不調の波があったものの、最終的には全143試合で4番打者として先発出場を果たし、34本塁打、99打点で本塁打王・打点王の二冠に輝き、チームのリーグ優勝に貢献。日本ハムとのクライマックスシリーズファイナルステージでは打率5割・3本塁打・6打点の活躍でシリーズの最優秀選手賞（MVP）を獲得した。11月22日、1億8000万円増となる推定年俸4億5000万円で契約を更改し、背番号が5に変更されることが発表された。
2025年は開幕から不調が続き、5月15日には移籍後初めて4番から外される。その後も不調が続いたため、先発から外されることもあり、6月15日時点で本塁打9、打点28こそチームトップながら打率.204、同16日には移籍後初の登録抹消となった。

## 選手としての特徴
身長177cm・体重114kgの大柄で圧倒的な長打力を誇るパワーヒッター。その長打力から、しばしば「球界屈指の長距離砲」と呼ばれる。左足を高く上げて勢いをつけ、豪快なフルスイングで全体重をボールにぶつける打撃が特徴。また、下半身が強靭であることから、変化球でタイミングを崩されても、体が前に出ないように粘ることができ、長打が打てる。本人は「打撃はどこの筋肉を使っているか聞かれても分からない。バットを持っている手から足先まで使っている」と語っている。また、レギュラー定着後は、四球を多く選んでいる。
「打率のように、上がったり下がったりするものはあまり考えないようにしています。本塁打と打点は減らない。僕は減らないものに特化していきたい」といい、「僕は5打数5安打より、5打数1安打1ホーマーの方が絶対いいですから。打率は相当悪くなければ、ある程度でいいかなと」考えているため、2022年に一時期打率が.305にまで達していた際には「早く3割を切りたいくらい」とまで発言していた。高めの球に手を出して凡退することもあるが「それは“誤差”と考えています。高めには手を出さない、という考えは僕にはない。基本的に全球行くつもり。（ボール球を）振っちゃったら振っちゃったでいい」と割り切っている。だが、こうした打撃スタンスからスランプに陥った際には、ソフトバンク応援団から「打率を上げろ！山川」とコールされた事がある。
入団当時108kg、1年目のオフで103kgもあった巨漢選手。
大学生時代において50メートル走のタイムは6秒2である。また、プロ入り時の検査で、右の握力は83kg（ベストは87kg）を記録した。

## 人物
西武時代の先輩である中村剛也と体型が似通っていたため、一部のファンから（中村の愛称にちなんで）「おかわり2世」の愛称で呼ばれていた。自身も大学1年生の時から中村の打撃フォームをインターネット上の動画を見て研究しており、中村を最も尊敬していると報道された。また地元沖縄の豚にちなむ「アグー」も愛称となっており、自身のX（旧Twitter）アカウントも「@AGU1123」としている。
元チームメイトで同期入団の森友哉とは仲が良く、自分より歳下ながら「おい、デブ」などと呼ばれよくからかわれていた。
小学生の頃からピアノを趣味としているが、ピアノ教室に通ったのは、高校野球を引退してからの約半年ほどで楽譜は読めない。中学生時代には合唱コンクールでピアノ伴奏をした。幼稚園の頃に始めた書道は8段。
2017年に結婚。妻は大学で知り合った元ソフトボール選手。
女性芸人のゆりやんレトリィバァに似ていると自他共に認めており、2018年シーズンには本塁打後にゆりやんレトリィバァの「調子乗っちゃって」パフォーマンスを見せていた。また、大相撲力士の御嶽海にも似ていると言われており、2019年には「どすこい」パフォーマンスを行っていた。2021年は当初「どすこい」パフォーマンスを封印し、渡部健人に譲る予定だったが、コロナ禍が続いていることや、不振だったことを考慮して撤回した。
俳優の北村一輝と親交がある。
那覇市の首里出身で、首里城の2019年の火災に対しては「知人を失うことと同じような感覚」と述べており、火災を知ったときには「練習にも身が入らないくらいだった」という。2020年1月、首里城再建に向けて500万円を那覇市に寄附し、「沖縄や首里を代表しているという思いがある」として、前年のファン感謝祭で託された寄附金も同時に寄附している。

### 応援歌
西武応援団が制作した自身の応援歌とチャンステーマ4を気に入っていた。また、他のチームの応援歌では、ロッテ時代の井口資仁の曲が好きであったと述べている。
ソフトバンク移籍後には新応援歌が制作され、2024年3月2日に発表されたが、シーズン開幕前日の同月28日には歌詞変更が発表された。開幕前日に応援歌の歌詞が変更されることは異例で、公式には理由はアナウンスされていないが、旧歌詞発表後にはインターネット上で後述の不祥事およびFA移籍に伴って人的補償で西武に移籍した甲斐野を揶揄するようなフレーズが含まれているのではないかという声が上がっていたことが報じられている。

## 不祥事
2023年5月11日、山川が東京都内のホテルで当時20代の知人女性に対して性的な暴行を加えたとして、警視庁が強制わいせつ致傷の容疑で捜査を進めていることが文春オンラインより報じられた。記事によれば、女性は膣内やその他下半身などから出血するけがを負っており、すでに警察は被害届を受理し、山川に事情聴取が行われているという。これを受け、球団の親会社である西武鉄道は、同月18日までに江古田駅と小川駅に掲出していた山川のポスターと幟を撤去している。また、西武の本拠地・ベルーナドーム周辺でも山川の掲示物が撤去された。
同月23日、山川は強制性交等の容疑で警視庁により東京地検へ書類送検された。これを受け、西武球団は「書類送検された事実は確認しております。当球団の選手が書類送検されたことは誠に遺憾であります。ファンの皆さまや関係の皆さまにご心配をおかけしており、誠に申し訳ございません」とコメントを発表した。同年8月29日、東京地検は山川を嫌疑不十分で不起訴処分とした。
同年9月4日に無期限の出場停止処分が発表された際、球団を通じて自身のコメントも発表し、「不起訴と判断されましたが、そもそもの主たる原因は、わたしがプロ野球選手という立場をわきまえずにした行動が招いたものであり、深く反省しています」などと述べた。
2023年、2024年に行われた西武ホールディングスの株主総会では、株主側から山川に関する質問が2年連続で行われた。西武側は回答の中で、「不法行為ということは今のところ考えていない」として、グループ全体が負った損害に対する賠償請求を行わないことを示唆した。

## 詳細情報

### 年度別打撃成績
| 年 度      | 球 団        | 試 合 | 打 席 | 打 数 | 得 点 | 安 打 | 二 塁 打 | 三 塁 打 | 本 塁 打 | 塁 打 | 打 点 | 盗 塁 | 盗 塁 死 | 犠 打 | 犠 飛 | 四 球 | 敬 遠 | 死 球 | 三 振 | 併 殺 打 | 打 率 | 出 塁 率 | 長 打 率 | O P S |
| ---------- | ------------ | ----- | ----- | ----- | ----- | ----- | -------- | -------- | -------- | ----- | ----- | ----- | -------- | ----- | ----- | ----- | ----- | ----- | ----- | -------- | ----- | -------- | -------- | ----- |
| 2014       | 西武         | 14    | 34    | 30    | 3     | 3     | 0        | 0        | 2        | 9     | 3     | 0     | 0        | 0     | 0     | 4     | 0     | 0     | 10    | 0        | .100  | .206     | .300     | .506  |
| 2015       | 西武         | 1     | 1     | 1     | 0     | 1     | 0        | 0        | 0        | 1     | 1     | 0     | 0        | 0     | 0     | 0     | 0     | 0     | 0     | 0        | 1.000 | 1.000    | 1.000    | 2.000 |
| 2016       | 西武         | 49    | 157   | 139   | 24    | 36    | 4        | 0        | 14       | 82    | 32    | 0     | 0        | 2     | 0     | 15    | 0     | 1     | 36    | 1        | .259  | .335     | .590     | .925  |
| 2017       | 西武         | 78    | 293   | 242   | 46    | 72    | 19       | 0        | 23       | 160   | 61    | 0     | 1        | 0     | 0     | 46    | 1     | 5     | 72    | 7        | .298  | .420     | .661     | 1.081 |
| 2018       | 西武         | 143   | 647   | 541   | 115   | 152   | 24       | 1        | 47       | 319   | 124   | 0     | 0        | 0     | 2     | 88    | 2     | 16    | 138   | 5        | .281  | .396     | .590     | .985  |
| 2019       | 西武         | 143   | 626   | 524   | 93    | 134   | 20       | 0        | 43       | 283   | 120   | 1     | 0        | 0     | 3     | 86    | 8     | 13    | 142   | 13       | .256  | .372     | .540     | .912  |
| 2020       | 西武         | 102   | 401   | 322   | 47    | 66    | 7        | 0        | 24       | 145   | 73    | 0     | 0        | 0     | 2     | 64    | 4     | 13    | 100   | 6        | .205  | .357     | .450     | .807  |
| 2021       | 西武         | 110   | 414   | 358   | 42    | 83    | 13       | 0        | 24       | 168   | 66    | 0     | 0        | 0     | 6     | 43    | 0     | 7     | 101   | 7        | .232  | .321     | .469     | .791  |
| 2022       | 西武         | 129   | 528   | 448   | 62    | 119   | 17       | 0        | 41       | 259   | 90    | 0     | 0        | 0     | 1     | 68    | 13    | 11    | 114   | 12       | .266  | .375     | .578     | .953  |
| 2023       | 西武         | 17    | 62    | 59    | 3     | 15    | 4        | 0        | 0        | 19    | 5     | 0     | 0        | 0     | 0     | 3     | 0     | 0     | 17    | 1        | .254  | .290     | .322     | .612  |
| 2024       | ソフトバンク | 143   | 611   | 550   | 66    | 136   | 26       | 1        | 34       | 266   | 99    | 0     | 0        | 0     | 3     | 48    | 3     | 10    | 158   | 12       | .247  | .318     | .484     | .801  |
| 通算：11年 | 通算：11年   | 929   | 3774  | 3214  | 501   | 817   | 134      | 2        | 252      | 1711  | 674   | 1     | 1        | 2     | 17    | 465   | 31    | 76    | 888   | 64       | .254  | .360     | .532     | .892  |

- 2024年度シーズン終了時
- 各年度の太字はリーグ最高

### 年度別打撃成績所属リーグ内順位
| 年 度 | 年 齢 | リ ｜ グ   | 打 率 | 安 打 | 二 塁 打 | 三 塁 打 | 本 塁 打 | 打 点 | 盗 塁 | 出 塁 率 |
| ----- | ----- | ---------- | ----- | ----- | -------- | -------- | -------- | ----- | ----- | -------- |
| 2014  | 23    | パ・リーグ | -     | -     | -        | -        | -        | -     | -     | -        |
| 2015  | 24    | パ・リーグ | -     | -     | -        | -        | -        | -     | -     | -        |
| 2016  | 25    | パ・リーグ | -     | -     | -        | -        | -        | -     | -     | -        |
| 2017  | 26    | パ・リーグ | -     | -     | -        | -        | -        | -     | -     | -        |
| 2018  | 27    | パ・リーグ | -     | -     | -        | -        | 1位      | 2位   | -     | 5位      |
| 2019  | 28    | パ・リーグ | -     | -     | -        | -        | 1位      | 2位   | -     | 8位      |
| 2020  | 29    | パ・リーグ | -     | -     | -        | -        | 6位      | 4位   | -     | -        |
| 2021  | 30    | パ・リーグ | -     | -     | -        | -        | 5位      | -     | -     | -        |
| 2022  | 31    | パ・リーグ | -     | -     | -        | -        | 1位      | 1位   | -     | 3位      |
| 2023  | 32    | パ・リーグ | -     | -     | -        | -        | -        | -     | -     | -        |
| 2024  | 33    | パ・リーグ | -     | 6位   | 5位      | -        | 1位      | 1位   | -     | -        |

- -は10位未満（打率、出塁率は規定打席未到達の場合も-と表記）
- 太字年度は規定打席到達年度、年度背景色金色は最優秀選手賞（MVP）受賞年度

### WBCでの打撃成績
| 年 度 | 代 表 | 試 合 | 打 席 | 打 数 | 得 点 | 安 打 | 二 塁 打 | 三 塁 打 | 本 塁 打 | 塁 打 | 打 点 | 盗 塁 | 盗 塁 死 | 犠 打 | 犠 飛 | 四 球 | 敬 遠 | 死 球 | 三 振 | 併 殺 打 | 打 率 | 出 塁 率 | 長 打 率 | O P S |
| ----- | ----- | ----- | ----- | ----- | ----- | ----- | -------- | -------- | -------- | ----- | ----- | ----- | -------- | ----- | ----- | ----- | ----- | ----- | ----- | -------- | ----- | -------- | -------- | ----- |
| 2023  | 日本  | 3     | 7     | 5     | 0     | 1     | 0        | 0        | 0        | 1     | 2     | 0     | 0        | 0     | 2     | 0     | 0     | 0     | 1     | 1        | .200  | .143     | .200     | .343  |

- 太字は大会最高

### 年度別守備成績
| 年 度 | 球 団        | 一塁  | 一塁  | 一塁  | 一塁  | 一塁  | 一塁     | 三塁  | 三塁  | 三塁  | 三塁  | 三塁  | 三塁     |
| 年 度 | 球 団        | 試 合 | 刺 殺 | 補 殺 | 失 策 | 併 殺 | 守 備 率 | 試 合 | 刺 殺 | 補 殺 | 失 策 | 併 殺 | 守 備 率 |
| ----- | ------------ | ----- | ----- | ----- | ----- | ----- | -------- | ----- | ----- | ----- | ----- | ----- | -------- |
| 2014  | 西武         | 1     | 2     | 0     | 0     | 0     | 1.000    | 7     | 2     | 3     | 0     | 1     | 1.000    |
| 2016  | 西武         | 41    | 304   | 20    | 5     | 37    | .985     | -     | -     | -     | -     | -     | -        |
| 2017  | 西武         | 66    | 568   | 39    | 5     | 48    | .992     | -     | -     | -     | -     | -     | -        |
| 2018  | 西武         | 142   | 1288  | 110   | 14    | 133   | .990     | -     | -     | -     | -     | -     | -        |
| 2019  | 西武         | 142   | 1303  | 86    | 8     | 120   | .994     | -     | -     | -     | -     | -     | -        |
| 2020  | 西武         | 58    | 495   | 28    | 2     | 40    | .996     | 4     | 2     | 7     | 0     | 0     | 1.000    |
| 2021  | 西武         | 107   | 833   | 66    | 4     | 85    | .996     | -     | -     | -     | -     | -     | -        |
| 2022  | 西武         | 89    | 720   | 47    | 6     | 66    | .992     | -     | -     | -     | -     | -     | -        |
| 2023  | 西武         | 14    | 104   | 8     | 2     | 13    | .982     | -     | -     | -     | -     | -     | -        |
| 2024  | ソフトバンク | 98    | 719   | 54    | 5     | 62    | .994     | -     | -     | -     | -     | -     | -        |
| 通算  | 通算         | 756   | 6327  | 458   | 51    | 604   | .993     | 11    | 4     | 10    | 0     | 1     | 1.000    |

- 2024年度シーズン終了時
- 各年度の太字はリーグ最高
- 太字年はゴールデングラブ賞受賞年

### タイトル
- 本塁打王：4回（2018年、2019年、2022年、2024年） ※4回は野村克也、中村剛也、中西太に次ぐパ・リーグ歴代4位タイ
- 打点王：2回（2022年、2024年）

### 表彰
- 最優秀選手：1回（2018年）
- ベストナイン：4回（一塁手部門：2018年、2019年、2022年、2024年）
- ゴールデングラブ賞：1回（一塁手部門：2024年）
- 月間MVP：6回（打者部門：2017年8月[152]、9・10月[153]、2018年3・4月[154]、9・10月[155]、2019年3・4月[156]、2022年5月[157]）
- スカパー! サヨナラ賞：1回（2020年8月[158]）
- オールスターゲーム敢闘選手賞：4回（2019年第1戦[159]、2021年第1戦[160]、2022年第1戦[161]、2024年第1戦[104]）
- オールスターゲームマイナビ賞：1回（2022年第1戦[161]）
- ホームランダービー日産サクラ賞：1回（2022年）
- フレッシュオールスターゲーム優秀選手賞：1回（2014年）
- ファーム最多本塁打者賞：2回（2014年[162]、2016年）
- ファーム新人賞（2014年[162]）
- ファーム月間MVP：1回（2014年5月）
- 報知プロスポーツ大賞：1回（2018年）

### 記録
初記録
- 初出場・初先発出場：2014年6月21日、対横浜DeNAベイスターズ3回戦（横浜スタジアム）、「5番・指名打者」で先発出場
- 初打席：同上、1回表にギジェルモ・モスコーソから四球
- 初安打・初打点・初本塁打：2014年9月15日、対東北楽天ゴールデンイーグルス21回戦（西武ドーム）、2回裏に辛島航から中越ソロ
- 初盗塁：2019年8月17日、対福岡ソフトバンクホークス18回戦（福岡ヤフオク!ドーム）、2回表に二盗（投手：千賀滉大、捕手：甲斐拓也）

節目の記録
- 100本塁打：2019年5月12日、対北海道日本ハムファイターズ8回戦（札幌ドーム）、3回表にジョニー・バーベイトから左越2ラン ※史上291人目、321試合目での達成は日本人史上最速[163]
- 150本塁打：2020年9月12日、対福岡ソフトバンクホークス13回戦（福岡PayPayドーム）、6回表に武田翔太から左越ソロ ※史上175人目、498試合目での達成は日本人史上最速[164]
- 200本塁打：2022年6月26日、対東北楽天ゴールデンイーグルス11回戦（楽天生命パーク宮城）、4回表に早川隆久から右中間越ソロ ※史上113人目、697試合目での達成は日本人史上最速[165]
- 250本塁打：2024年9月21日、対東北楽天ゴールデンイーグルス23回戦（みずほPayPayドーム福岡）、7回裏に藤平尚真から左越ソロ※史上70人目[166][注 2]
- 1000試合出場：2025年7月11日、対東北楽天ゴールデンイーグルス12回戦（楽天モバイルパーク宮城）、「6番・一塁手」で先発出場 ※史上540人目[167]

その他の記録
- 2球団で開幕戦4番本塁打 ※9人目[168]
- オールスターゲーム出場：5回（2018年、2019年、2021年、2022年、2024年）
- 全球団から本塁打：2024年4月13日、対埼玉西武ライオンズ2回戦（ベルーナドーム）、6回表に水上由伸から左中間越満塁本塁打 ※史上44人目
- 2打席連続満塁本塁打：同上、6回表に水上由伸、8回表に豆田泰志から ※史上2人目[101]
- 1試合2満塁本塁打：同上 ※史上3人目[注 3]

### 背番号
- 33（2014年[26] - 2019年、2023年WBC）
- 3（2020年[57] - 2023年）
- 25（2024年[96]）
- 5（2025年[107] - ）

### 登場曲
- 「オジー自慢のオリオンビール（エイサー・バージョン）」BEGIN（2014年 - ）
- 「ダイナミック琉球」イクマあきら（2017年途中）
- 「GOOD NIGHT BABY」あいみょん（2020年途中）
- 「君はロックを聴かない」あいみょん（2022年 - ）
- 「双葉」あいみょん（2022年 - ）
- 「AM11:00」HY（2022年途中）
- 「あなたに」MONGOL800（2022年途中）
- 「裸の心」あいみょん（2022年途中）
- 「空の青さを知る人」あいみょん（2022年途中）
- 「さよならの今日に」あいみょん（2022年途中）
- 「マリーゴールド」あいみょん（2022年途中）
- 「勝利のうた」DIAMANTES（2022年途中）
- 「ナナ」かりゆし58（2022年途中）
- 「What is Love?」TWICE（2022年途中）
- 「POP!」NAYEON（2022年途中）
- 「hanabi」Q;indivi+キヨサク（2022年途中）
- 「3636」あいみょん（2022年途中）
- 「Sign」Mr.Children（2022年途中）

### 代表歴
- 2011年日米大学野球選手権大会日本代表
- 2012年アジア野球選手権大会日本代表
- 2013年東アジア競技大会野球日本代表
- 2017 アジア プロ野球チャンピオンシップ 日本代表
- 2023 ワールド・ベースボール・クラシック日本代表

## 関連情報

### 野球以外の受賞
- 那覇市民栄誉賞（2018年）

### 出演

#### 映画
- インクレディブル・ファミリー（2018年8月1日、ディズニー） ※声の出演[169]

#### CM
- オリオンビール（沖縄限定）